# 1852
1852 (MDCCCLII) fue un año bisiesto comenzado en jueves según el calendario gregoriano.

## Acontecimientos

### Enero
- 1 de enero: en Bogotá (Colombia) se pone en vigor el decreto del 21 de julio de 1851 que suprime la esclavitud. Fue obra de José Hilario López (presidente de la República que emprendió un ambicioso plan de reformas que acabó con la influencia de la Iglesia católica en el Estado).

### Febrero
- 1 de febrero: Honduras y El Salvador ―que habían invadido Guatemala― son rechazadas en la batalla de la Arada.
- 3 de febrero: a 20 km al oeste de Buenos Aires (Argentina) las fuerzas unitarias y brasileñas comandadas por el general Justo José de Urquiza derrotan a Juan Manuel de Rosas en la batalla de Caseros.
- 5 de febrero: en San Petersburgo (Rusia) se inaugura el museo del Hermitage.
- 7 de febrero: en Madrid es ahorcado públicamente el sacerdote Martín Merino, que había atentado contra la vida de Isabel II.
- 27 de febrero: en la costa Atlántica de Panamá se funda la villa de Colón.

### Marzo
- 1 de marzo: En Uruguay comienza la presidencia de Juan Francisco Giró, apoyado por el Partido Blanco.
- 12 de marzo: En Cuba, el Gobierno colonialista español seculariza la Universidad de La Habana.
- 20 de marzo: en Estados Unidos se publica el libro La cabaña del tío Tom, escrito por Harriet Beecher Stowe. (Sin embargo, Estados Unidos tardó hasta 1967 hasta acabar con el apartheid racista que asoló ese país).

### Mayo
- 31 de mayo: en la localidad argentina de San Nicolás de los Arroyos (norte de la provincia de Buenos Aires) se firma el Acuerdo de San Nicolás, que sienta las bases para la Constitución nacional.

### Junio
- 25 de junio: en Nueva Gales del Sur (Australia), el río Murrumbidgee arrasa con la aldea colonial de Gundagai, matando a 89 personas (de una población de 250 personas). Los indígenas locales salvan al menos a 40 personas. Al año siguiente hubo una inundación peor, y el pueblo fue trasladado a tierras más altas.
- 26 de junio: en Pinar del Río (capitanía general de Cuba, colonia del Reino de España) se inaugura El Veguero, el primer periódico de esa ciudad.

### Agosto
- 5 de agosto: en la ciudad de Santa Fe (Argentina), el gobernador argentino, Domingo Crespo, declara a Rosario como ciudad.

### Septiembre
- 11 de septiembre: en la Confederación Argentina (actual República Argentina), una revolución separa el Estado de Buenos Aires.
- 24 de septiembre: en Francia, el ingeniero Henri Giffard hace el primer vuelo sobre dirigible desde París hasta Trappes.
- 28 de septiembre: en La Habana (capitanía general de Cuba), el Gobierno colonialista español ejecuta por garrote vil al patriota reglano Eduardo Facciolo, tipógrafo cubano que confeccionó el diario La Voz del Pueblo Cubano.

### Octubre
- 19 de octubre: en Nueva York (Estados Unidos) se constituye la Junta Cubana. Entre los patriotas independentistas que la forman están Domingo Goicuría y Gaspar Betancourt Cisneros.
- 25 de agosto: en Barcelona (Reino de España) se inaugura la luz eléctrica.

### Noviembre
- 2 de noviembre: en Estados Unidos ―en el marco de las elecciones presidenciales de Estados Unidos de 1852―, el presidente Millard Fillmore decide no presentarse a los comicios y nombra candidato whig al general Winfield Scott, que pierde frente al nuevo candidato demócrata Franklin Pierce. Los demócratas acceden a la presidencia gracias a una ventaja sobre los whigs de 179 votos electorales frente a 117 de Scott.
- 26 de noviembre: en el mar de Banda, Indonesia, se registra un violento terremoto de 8,8, que provoca un tsunami que deja 60 muertos.

### Diciembre
- 2 de diciembre: en París (Francia), Luis Napoleón es nombrado emperador de los franceses, con el seudónimo «Napoleón III».
- 4 de diciembre: en México, un terremoto de 7,8 destruye la ciudad de Acapulco, así como generando un tsunami.
- 6 de diciembre: se inicia el sitio de Buenos Aires por las fuerzas de la Confederación Argentina.
- 9 de diciembre: en España se publica, por Real Orden, la equivalencia de pesas y medidas tradicionales con el sistema métrico decimal.

### Fechas desconocidas
- La región de Transvaal se independiza de Sudáfrica.
- En Núremberg se funda el museo Germanisches Nationalmuseum.
- Franz Liszt edita los "Estudios de ejecución trascendente" en su versión definitiva.
- John Everett Millais pinta Ofelia muerta.

## Nacimientos

### Enero
- 4 de enero: Juan Guiteras Gener, médico higienista cubano.
- 7 de enero: Faustino Nicoli, industrial y político español (f. 1925).
- 17 de enero: Domingo Figarola-Caneda, escritor y bibliógrafo.
- 22 de enero: Francisco Fernández Iparraguirre, farmacéutico, botánico y lingüista, impulsor del idioma volapük en España (f. 1889).
- 26 de enero: Pierre Savorgnan de Brazza, explorador italofrancés (f. 1905).

### Febrero
- 16 de febrero: Charles Taze Russell, Presidente de la Watchtower Bible and Tract Society of Pennsylvania (f. 1916).

- 27 de febrero: Hermann Eberhard, explorador y capitán alemán (f. 1908).

### Marzo
- 23 de marzo: Domingo Rivero, poeta español (f. 1929).

### Abril
- 12 de abril: Carl Louis Ferdinand von Lindemann, matemático alemán (f. 1939).
- 14 de abril: Meijer de Haan, pintor neerlandés (f. 1895).
- 25 de abril: Leopoldo Alas (Clarín), escritor, periodista, poeta, crítico literario y abogado español (f. 1901).

### Mayo
- 1 de mayo: Santiago Ramón y Cajal, histólogo español, premio nobel de fisiología o medicina en 1906 (f. 1934).
- 5 de mayo: Pietro Gasparri, cardenal católico italiano y secretario de estado de la Santa Sede (f. 1934).
- 23 de mayo: Roberto Wernicke, médico, bacteriólogo, educador e investigador argentino (f. 1922).
- 31 de mayo: Francisco Pascasio Moreno, científico, naturalista y explorador argentino (f. 1919).

### Junio
- 14 de junio: Carlos Ezeta, militar y presidente salvadoreño.
- 25 de junio: Antonio Gaudí, arquitecto español (f. 1926).
- 27 de junio: Eduardo Ladislao Holmberg, botánico, zoólogo y geólogo argentino (f. 1937).

### Julio
- 6 de julio: José Jackson Veyan, dramaturgo, escritor, telegrafista español (f. 1935).
- 9 de julio: Manuel Lavalleja, militar uruguayo, oficial del general Artigas y uno de los Treinta y Tres Orientales (n. 1797).
- 10 de julio: Fermín Valdés Domínguez.
- 12 de julio: Hipólito Yrigoyen, político argentino, presidente en dos oportunidades (f. 1933).
- 4 de agosto: Claudio Brindis de Salas, violinista y compositor afrocubano (f. 1911).
- 13 de agosto: Robert Hausmann, violonchelista alemán (f. 1909).
- 26 de agosto: Ulisse Ribustini, pintor italiano (f. 1944).
- 27 de agosto: Maurice Hagemans, pintor belga (f. 1917).
- 30 de agosto: Jacobus Henricus van't Hoff, químico neerlandés, premio nobel de química en 1901 (f. 1911).
- 31 de agosto: Joris Helleputte, arquitecto y político belga (f. 1925).
- 31 de agosto: Gaetano Previati, pintor italiano (f. 1920).
- 8 de septiembre: Jacinto Octavio Picón, escritor, pintor, crítico de arte y periodista español (f. 1923).
- 11 de septiembre: Clorinda Matto de Turner, escritora, poetisa y periodista peruana (f. 1909).
- 24 de septiembre: Mercedes de Velilla, poeta española (f. 1918).
- 28 de septiembre: Henri Moissan, químico francés, premio nobel de química en 1906 (f. 1907).
- 2 de octubre: sir William Ramsay, químico británico, premio nobel de química en 1904.
- 9 de octubre: Hermann Emil Fischer, químico alemán, premio nobel de química en 1902 (f. 1919).
- 21 de octubre: José Toribio Medina, bibliógrafo e historiador chileno (f. 1930).
- 21 de noviembre: Francisco Tárrega, guitarrista español (f. 1909).
- 22 de noviembre: Paul d'Estournelles, diplomático francés, premio nobel de la paz en 1909 (f. 1924).
- 23 de noviembre: Máximo Tajes, presidente uruguayo (f. 1912).
- 15 de diciembre: Henri Becquerel, físico francés (f. 1908).
- 19 de diciembre: Albert Michelson, físico estadounidense, premio nobel de física en 1907 (f. 1931).
- 23 de diciembre: Miguel Faílde, músico cubano, creador del danzón.
- 28 de diciembre: Leonardo Torres Quevedo, ingeniero e inventor español (f. 1936).

Sin fecha conocida
- Ricardo Madrazo, pintor español (f. 1917).

## Fallecimientos
- 6 de enero: Louis Braille, profesor francés invidente desde los 3 años; inventó un sistema de lectura para ciegos (n. 1809).
- 9 de enero: Juan Nicasio Gallego, poeta español (n. 1777).
- 10 de enero: Amir Kabir, rey reformista iraní, asesinado.
- 3 de febrero: Claudio Mamerto Cuenca, médico y poeta argentino (n. 1812).
- 3 de febrero: Martín de Santa Coloma, militar argentino asesinado sin juicio previo (n. 1800).
- 31 de marzo: Mercedes Santa Cruz y Montalvo, aristócrata (“Condesa de Merlín”) y escritora cubana; expatriada en París.
- 4 de agosto: Tony Johannot, grabador, ilustrador y pintor francés (n. 1803).
- 8 de junio: Xavier de Maistre, militar y escritor saboyano (n. 1763).
- 14 de agosto: Eberhard Wächter, pintor alemán (n. 1762).
- 24 de septiembre: Francisco Javier Castaños, militar y político español (n. 1758).
- 5 de octubre: Achille Richard, médico y botánico francés (n. 1794).
- 17 de noviembre: Carl August von Eschenmayer, médico y filósofo alemán (n. 1768).
- 27 de noviembre: Ada Lovelace, matemática y escritora británica; cáncer de útero (n. 1815).